# 奥巴马—特朗普选民

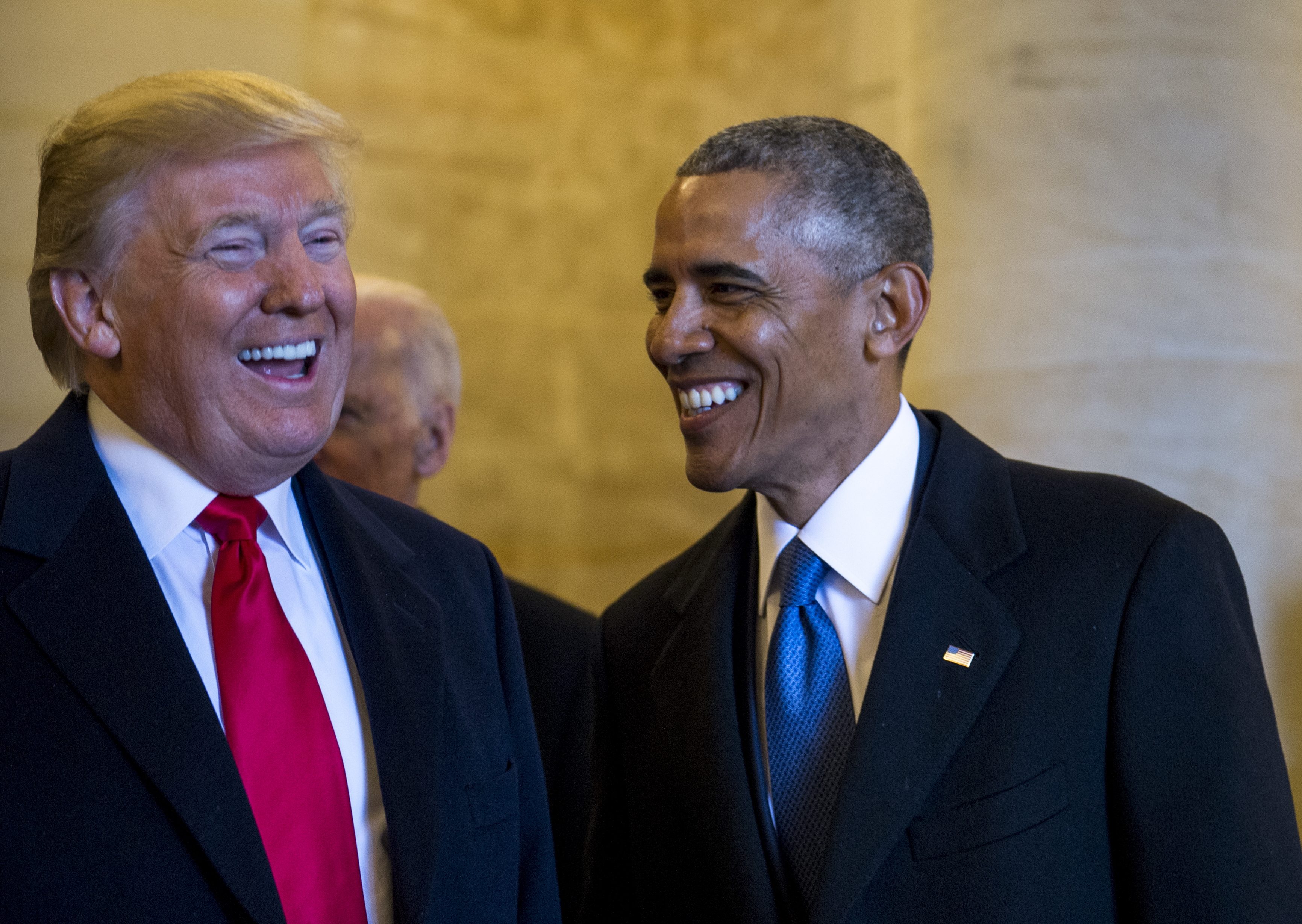
2017年1月20日，唐納·川普和贝拉克·奥巴马

奥巴马—特朗普选民，又称特朗普民主党人或奥巴马共和党人，是指在2008年和/或2012年總統選舉中投票给民主党候选人贝拉克·奥巴马，但在2016年和/或2020年、2024年總統選舉中投票给共和黨候选人唐納·川普的美国选民。数据显示，在2016年，这些选民约占特朗普选民的13%；而在2012年，这部分选民占奥巴马选民总数的9%。在2012年的奥巴马选民中，有7%在2016年没有投票，另外有3%投给了第三党候选人。一些分析人士认为，奥巴马—特朗普选民对特朗普2016年的胜利起到了决定性作用，也有一些人对此结论提出了异议。
据民主基金会选民研究部的研究，与其他选民相比，奥巴马—特朗普选民持有经济进步主义和社会保守主义的观点。虽然这些选民在2016年和2020年、2024年总统大选中支持特朗普，但他们对共和党整体支持度较低，并表现出希望改变现状的愿望。